# Мулай Сулайман бен Мохаммед
Мулай Сулайман Абу-ль-Раби бен Мохаммед (Слиман, араб. مولاي سليمان بن محمد‎; 1766—1822) — султан Марокко в 1792—1822 годах из династии Алавитов.

## Биография
Сулайман — один из пяти сыновей Мохаммеда III, развязавших гражданскую войну за контроль над царством. Он был членом династии Алауитов. В 1795 году Сулайман одержал победу в гражданской войне и начал курс пассивного развития страны.
Сулайман продолжил централизацию и расширение границ государства своего отца, а также положил конец пиратству, которое долгое время действовало на побережье Марокко. В рамках длительных конфликтов Марокко с Испанией и Португалией Сулайман остановил всю торговлю с Европой. Однако, в то же время он продолжил отцовскую политику сближения с США.
Мулай также является автором ряда письменных работ. Самой известной его работой является Inayat Ula li al-Majd. Она посвящена одному из учителей Сулаймана Мохаммеду ибн Абд аль-Салам аль-Фаси. Другой его известный религиозный очерк — Hawashi 'ala Sharh al-Kharshi. Мулай также является автором ряда писем.
Сулайман умер 28 ноября 1822 года. Через два дня на престол взошёл его племянник Мулай Абд ар-Рахман.